# Castello Pascal de la Ruine
Il castello Pascal de la Ruine è uno dei castelli della Valle d'Aosta, posto nella frazione La Ruine, nel comune di Morgex, in Valle d'Aosta.

## Storia

Il castello in una foto di Carlo Nigra (1856-1942).

Il castello è situato nel comune di Morgex, in località La Ruine, strategicamente sopraelevata rispetto all'abitato e attraversata da un torrente. Il castello, secondo lo storico valdostano Jean-Baptiste de Tillier, sarebbe stato fatto costruire dal notaio Jean Pascal de la Ruine attorno al 1450, ipotesi supportata dalla presenza all'interno di una serratura in ferro battuto rappresentante una cicogna e datata 1457.

## Architettura

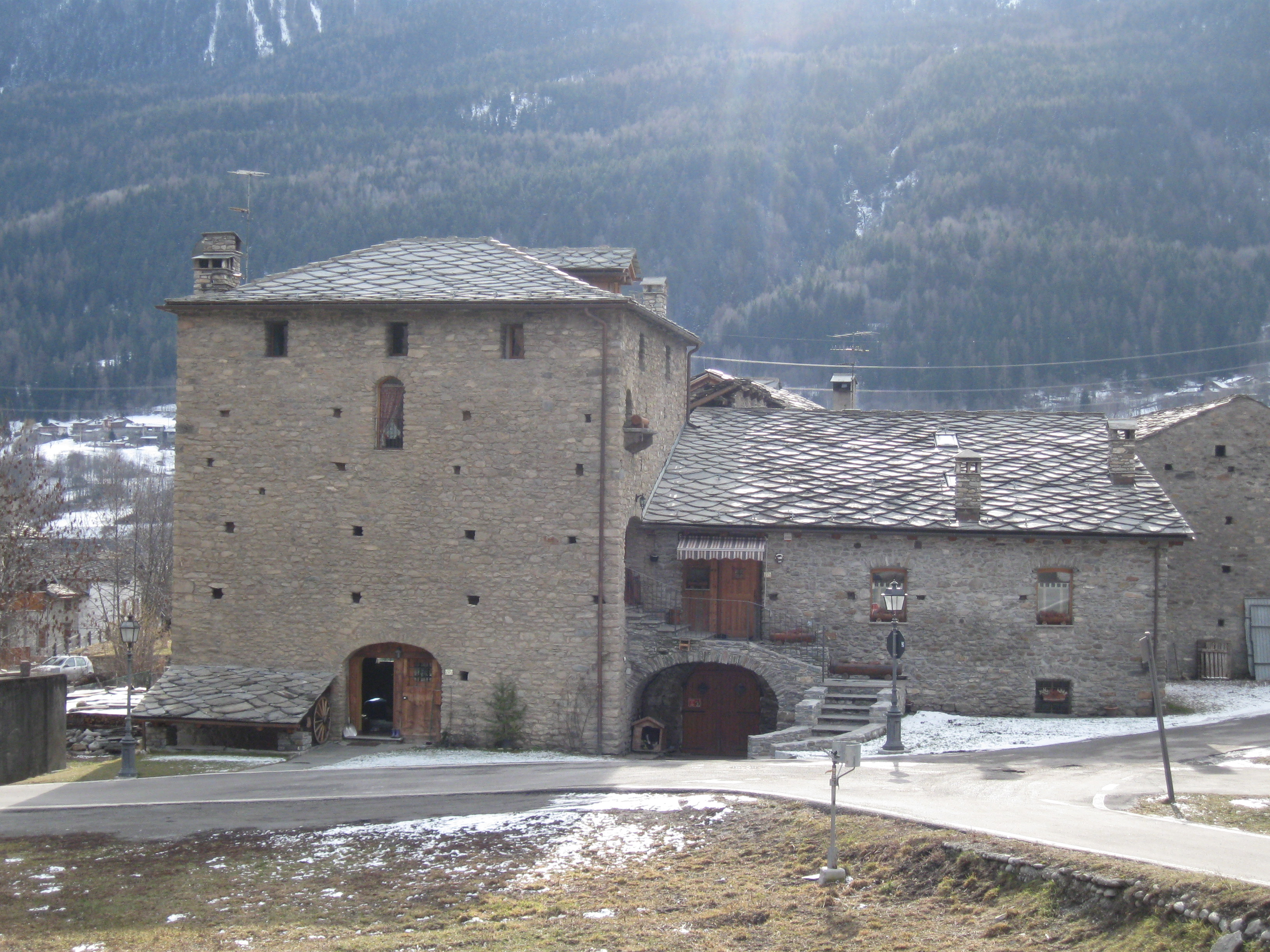
Altra veduta del castello Pascal de la Ruine

Il castello è un complesso composto da vari edifici: sul lato est si trova l'edificio più antico, ovvero una casaforte con finestre in pietra lavorata e architravi lignei.